# Трап (Мериленд)
Трап (енгл. Trappe) град је у америчкој савезној држави Мериленд.

## Демографија
По попису из 2010. године број становника је 1.077, што је 69 (-6,0%) становника мање него 2000. године.
| Група             | 2000.       | 2010.       |
| Белци             | 814 (71,0%) | 674 (62,6%) |
| Афроамериканци    | 268 (23,4%) | 303 (28,1%) |
| Азијати           | 8 (0,7%)    | 14 (1,3%)   |
| Хиспаноамериканци | 30 (2,6%)   | 68 (6,3%)   |
| Укупно            | 1.146       | 1.077       |